# Triphosa punctigera
Triphosa punctigera là một loài bướm đêm trong họ Geometridae.